# Mycosphaerella flageoletiana
Mycosphaerella flageoletiana är en svampart som först beskrevs av Sacc. & Traverso, och fick sitt nu gällande namn av Tomilin 1968. Mycosphaerella flageoletiana ingår i släktet Mycosphaerella och familjen Mycosphaerellaceae.  Arten är reproducerande i Sverige. Inga underarter finns listade i Catalogue of Life.